# Kranen-Konvent

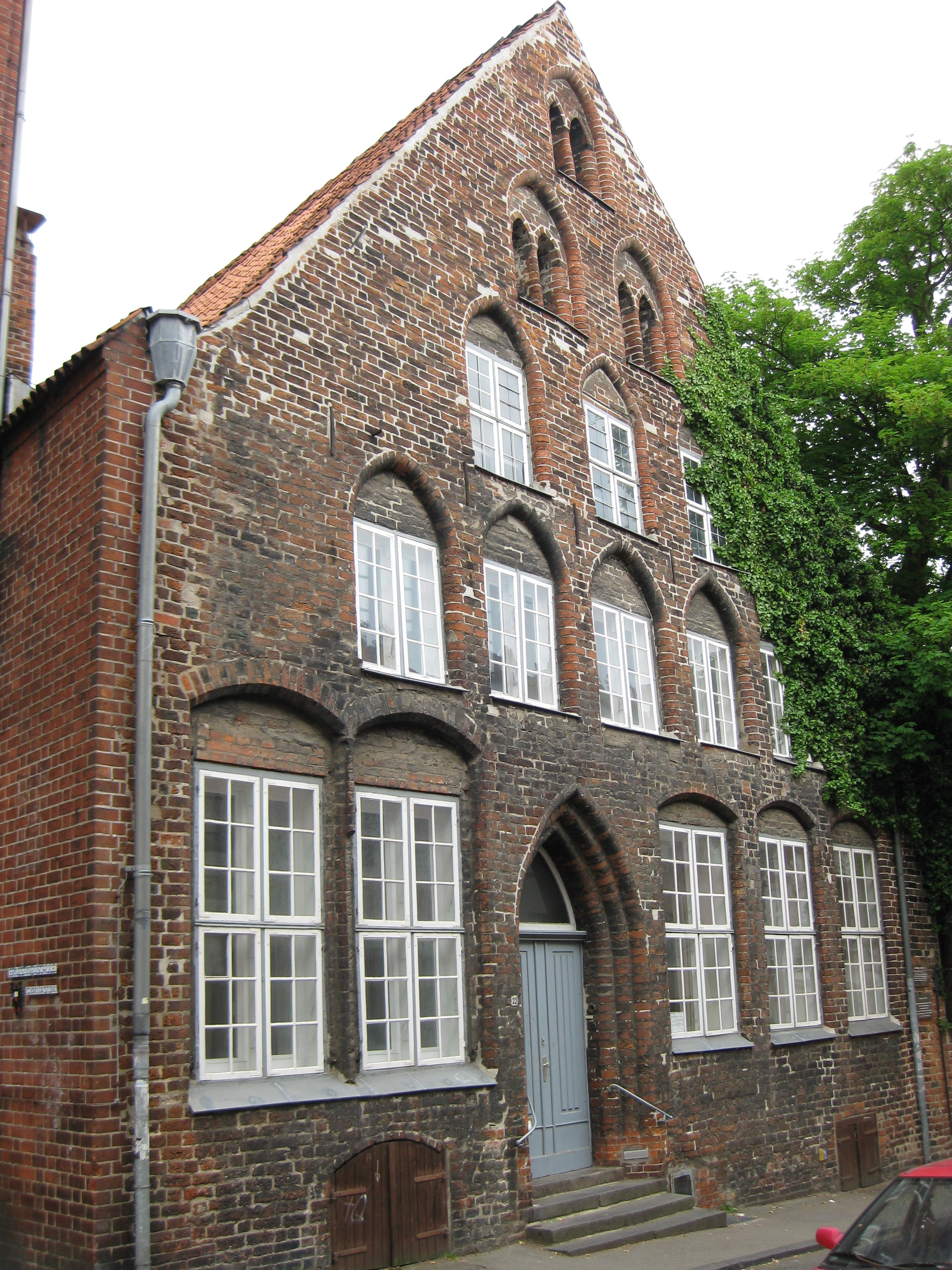
Straßenseite des Kranen-Konvent in der Kleinen Burgstraße

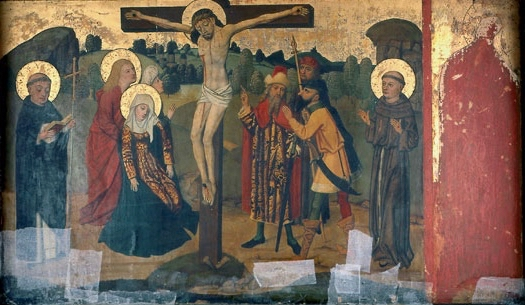
Mitteltafel des Kranenretabels ohne Skulptur, 1470s, St.-Annen-Kloster

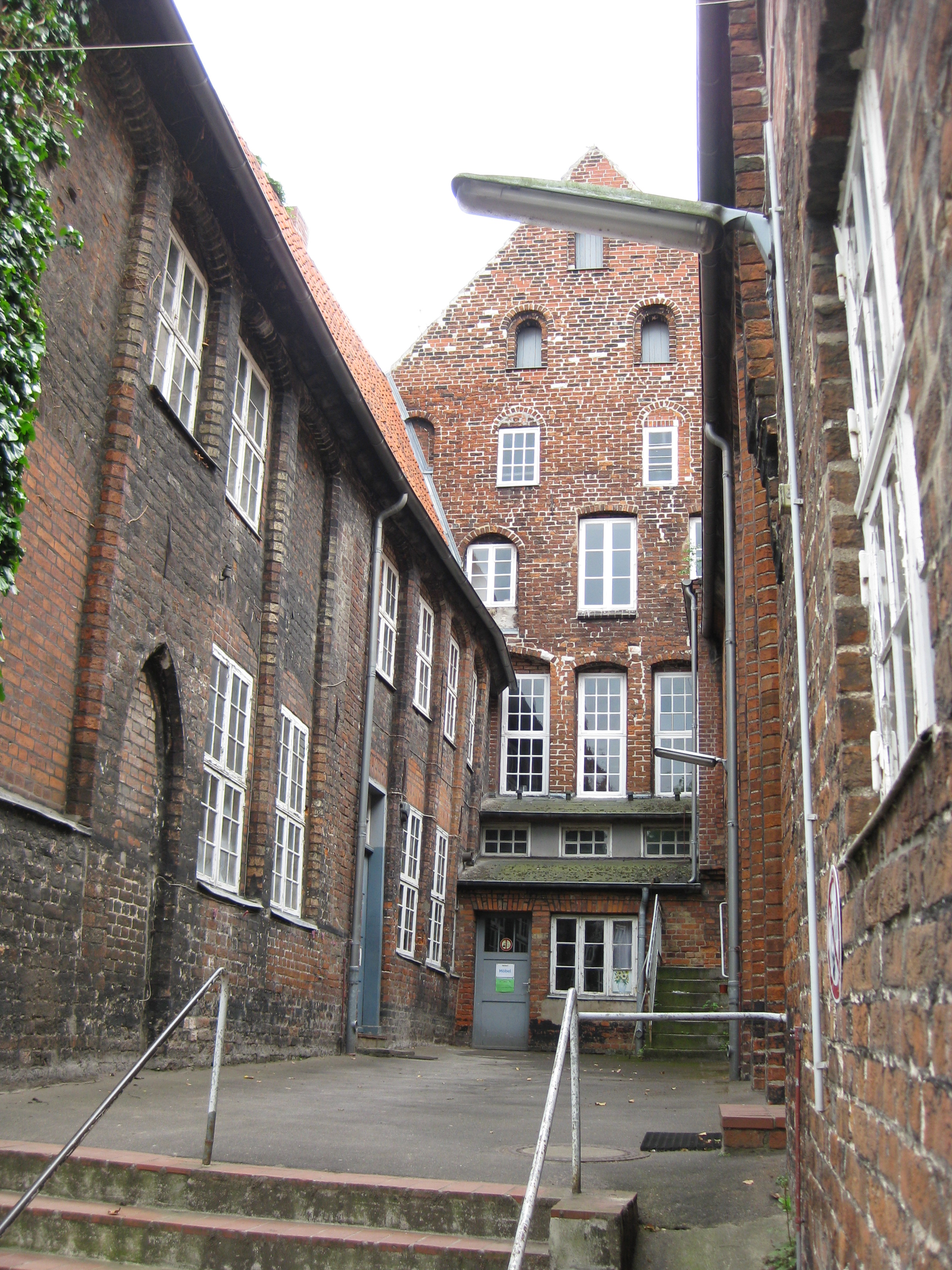
Rückseite mit den beiden Seitenflügeln

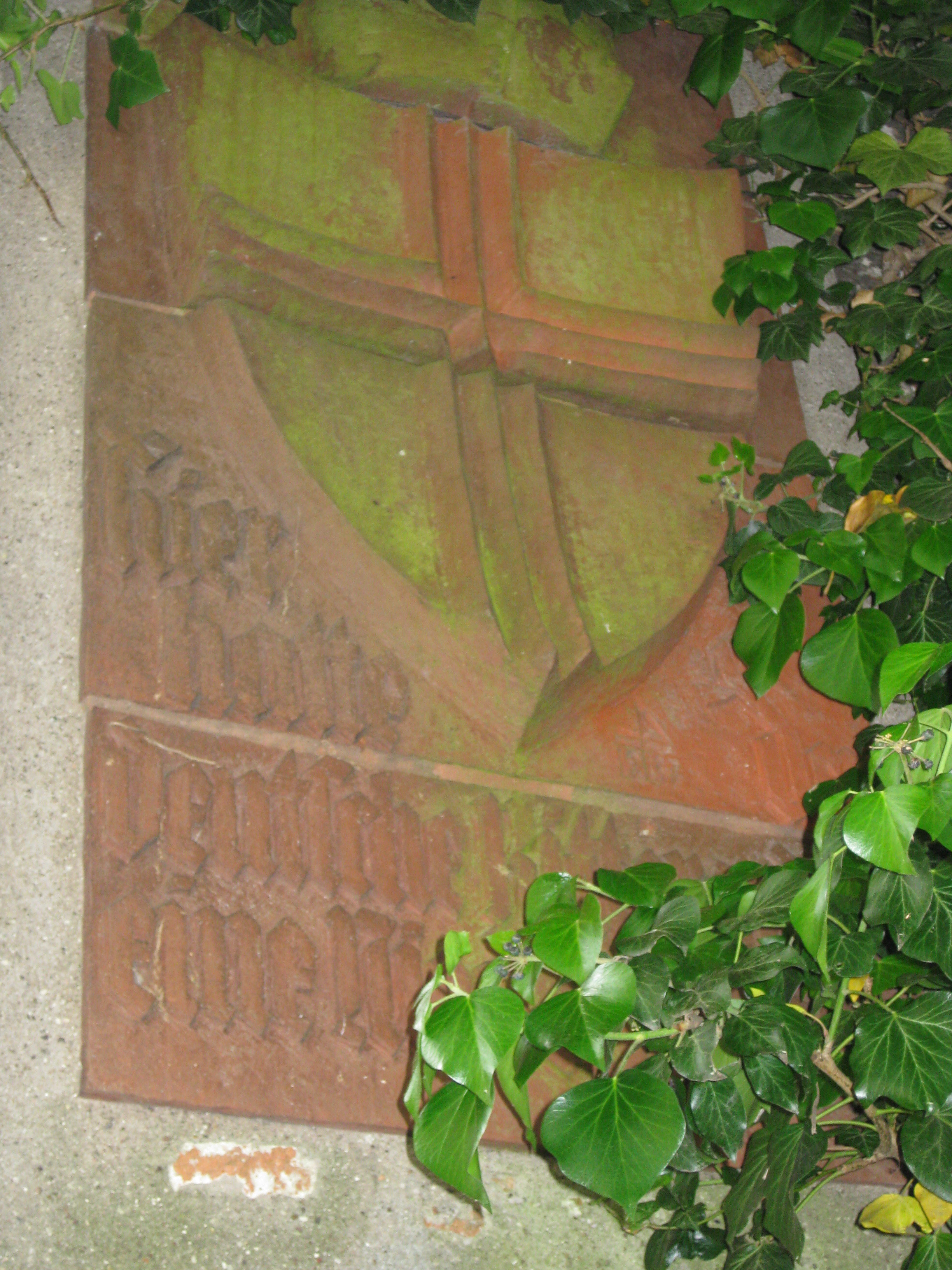
Terrakotta zur Erinnerung an die benachbarte Niederlassung des Deutschen Ordens

Das Gebäude des Kranen-Konvents ist eines der ältesten erhaltenen backsteingotischen Bauwerke in der Lübecker Altstadt und Bestandteil des Weltkulturerbes.
Die Bausubstanz des Gebäudes in der Kleinen Burgstraße 22 geht auf das Jahr 1283 zurück. Der Dachstuhl ist dendrochronologisch auf das Jahr 1283 datiert worden. Sein dreischiffiger und mit drei Jochen Kreuzrippengewölben ausgestatteter Keller ist der älteste erhaltene Gewölbekeller in Lübeck. Gleichwohl fehlen die repräsentativen Architekturmerkmale der privaten Profanbauten der Gotik in Lübeck, insbesondere die vertikalen Gliederungen des schlicht dreieckigen Giebels. Dieser hält sich damit vergleichsweise bescheiden zurück. Das Haus wurde ursprünglich als Beginenhaus aufgrund einer Stiftung des Lübecker Bürgers Wilkinus Crane errichtet und in der Renaissance baulich überformt. In dem Haus fanden etwa 16 bis 20 Beginen eine Bleibe, das wichtigste von fünf Beginenhäusern der Stadt. Von 1470 bis 1480 stammt der Altar des Kranenkonventes, der heute im St.-Annen-Kloster aufbewahrt wird. Die Fenster sind in den heute vorhandenen Proportionen aus dem 18. und 19. Jahrhundert. Die beiden Seitenflügel auf der Hofseite sind über die Gartenanlagen des Grundstücks der ehemaligen Niederlassung des Deutschen Ordens (1268–1806) rechts neben dem Kranen-Konvent zugänglich und stammen aus dem 14. bis 16. Jahrhundert. Der Kranen-Konvent wurde ab Ende des 18. Jahrhunderts als Armenhaus für Frauen und Siechenhaus genutzt, im 20. Jahrhundert als Altenheim und Beratungsstelle des Sozialamtes. In die Sanierung und Städtebauförderung des Blocks 96 der Lübecker Innenstadt wurde das Gebäude des Kranen-Konvents in den 1980er Jahren im Gegensatz zu den Gebäuden des benachbarten Pockenhofes nicht einbezogen.
Bis Mai 2010 wurde das Haus des ehemaligen Kranen-Konvents im Untergeschoss von dem Verein Brockensammlung Lübeck als Lager- und Verkaufsgebäude genutzt. Hier wurden gebrauchte Möbel und Einrichtungsgegenstände gesammelt und an bedürftige Mitbürger abgegeben. Die Brockensammlung hat nun ihr Quartier in einer denkmalgeschützten ehemaligen Turnhalle an der Nordseite des Lübecker Hauptbahnhofs.
Das Gebäude wurde 2009 bei der Fördermittelvergabe von insgesamt 150 Millionen Euro für die deutschen Welterbestätten durch den Bundesbauminister Wolfgang Tiefensee mit 2,2 Millionen Euro berücksichtigt. Es entstanden eine Reihe von Unterrichtsräumen für die Orientierungsstufe der benachbarten Ernestinenschule. Der Keller wurde nach archäologischen Grabungen und der erforderlichen denkmalpflegerischen Grundsanierung zu einer Mensa umgebaut. Ein so nutzungsintensiver Gebrauch insbesondere des Kellers wird unter konservatorischen Gesichtspunkten jedoch auch kritisch gesehen. Die Bürgerinitiative Rettet Lübeck (BIRL) kämpfte für eine behutsame Nutzung der baugeschichtlich und konstruktiv bedeutenden Kelleranlage, die aus ortsuntypischen byzantinischen Hängekuppeln besteht, und gegen die geplante Nutzung als beheizter Personenaufenthaltsraum, wodurch eine beschleunigte Schädigung des historischen Ziegelmauerwerks aufgrund aufsteigender Feuchtigkeit und kristallisierender Salze eintreten könnte.